# Sedum lenophylloides
Sedum lenophylloides är en fetbladsväxtart som beskrevs av Joseph Nelson Rose. Sedum lenophylloides ingår i Fetknoppssläktet som ingår i familjen fetbladsväxter. Inga underarter finns listade i Catalogue of Life.